# Grand port maritime de La Réunion
Le grand port maritime de La Réunion, également appelé port Réunion ou port de la Pointe des Galets, est le principal port de l'île française de La Réunion. Situé sur le territoire communal du Port, dans le nord-ouest de l'île, il est le seul port de France à cumuler les cinq fonctions de gare maritime, port de commerce, base navale, port de plaisance et port de pêche.

## Histoire
Les travaux de construction du Port Ouest commencent en 1878. Il est livré en 1886, quatre ans après le port de Saint-Pierre, dans le sud de l'île.
Une liaison en paquebot avec Marseille est inaugurée en 1925.
De nouveaux quais sont construits en 1969. Quelques années plus tard, c'est le Premier ministre d'ascendance réunionnaise Raymond Barre qui décidera pendant son mandat (1976-1981) de la création d'un second bassin aujourd'hui appelé Port Est.

## Infrastructures

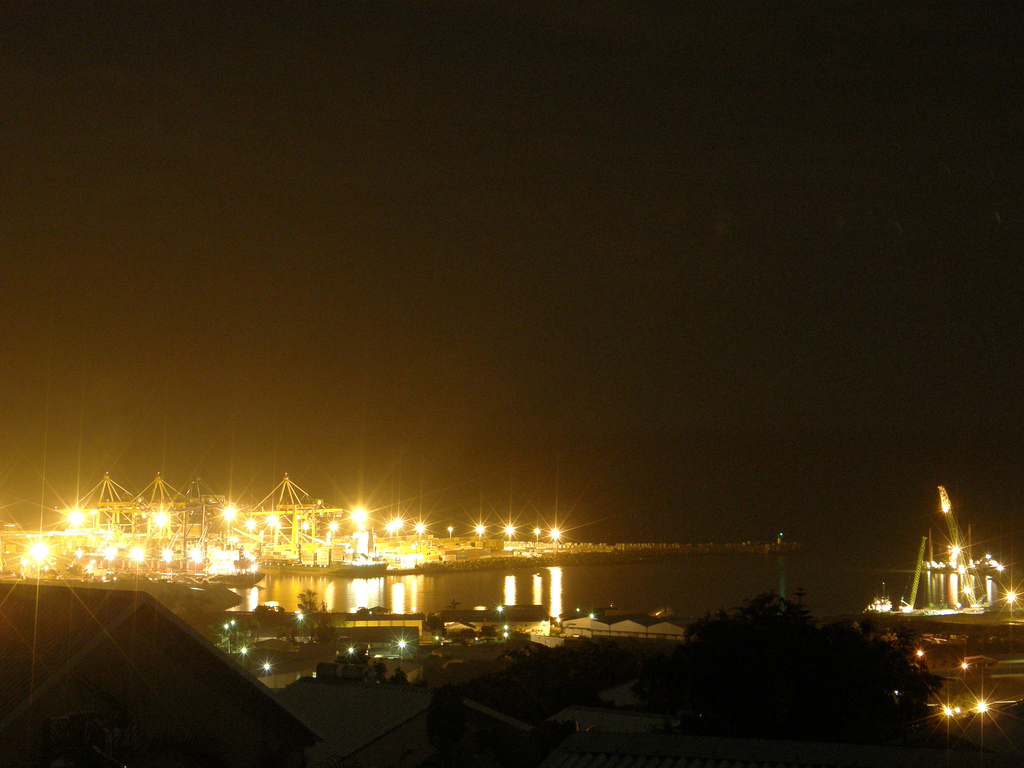
Les infrastructures du port de nuit.

Après avoir doublé sa capacité de stockage des conteneurs grâce à de nouveaux chariots cavaliers, le port va bientôt[Quand ?] être doté de deux nouveaux quais. L'acquisition d'un quatrième portique à conteneurs est par ailleurs en projet. Le rendement moyen du port serait déjà le meilleur en Europe après celui d'Anvers[réf. nécessaire].
Pour le reste, la réparation navale est une des nouvelles compétences du port depuis quelques années. Le Floréal et le Nivôse y sont partiellement réparés en 2006 avant de partir pour Dubaï.

## Activités
La plaisance et la pêche sont concentrés au Port Ouest.
Le commerce est concentré au Port Est. En 2004, ce dernier a traité 200 000 conteneurs EVP, soit la moitié de ce qu'a traité Port-Louis, à Maurice. Le trafic est perturbé par une structure des échanges très défavorable. Le Port Est accueille en général des porte-conteneurs d'une capacité allant de 6500 à 7500 EVP, mais il est capable d'en recevoir d'une capacité de plus de 12 000 EVP.
Le port est la troisième base navale de France.

## Navires rattachés au port

### Marine nationale
Composante Mer des forces armées de la zone sud de l'océan Indien
- Floréal
- Nivôse
- Le Malin
- Champlain
- L'Astrolabe

Jusqu'en 2010-2011, les patrouilleurs La Boudeuse et La Rieuse avaient le port des Galets comme port d'attache.

## Voir aussi

Le logo de Port Réunion.

### Affaires  Maritimes
- Osiris II

### T.A.A.F
- Marion Dufresne 2